# Salix moczalovae
Salix moczalovae är en videväxtart som beskrevs av Vyacheslav Yuryevich Barkalov. Salix moczalovae ingår i släktet viden, och familjen videväxter. Inga underarter finns listade i Catalogue of Life.